# Éclipse solaire du 21 août 2017
L'éclipse solaire du 21 août 2017 est une éclipse solaire totale.
C'est la 11e éclipse totale du XXIe siècle, mais le 13e passage de l'ombre de la Lune sur Terre en ce siècle.
Elle est la première éclipse totale de Soleil à passer aux États-Unis au XXIe siècle et a été surnommée la « Grande Éclipse américaine ».

## Généralités
Une éclipse solaire se produit lorsque la Lune passe entre la Terre et le Soleil obscurcissant totalement ou partiellement le Soleil vu de la Terre. Une éclipse solaire totale se produit lorsque le diamètre apparent de la Lune est plus grand que celui du Soleil, bloquant tous les rayons directs du Soleil, et plongeant le jour dans l'obscurité. L'éclipse totale ne se produit que sur une bande étroite à la surface de la Terre, tandis qu'une éclipse solaire partielle est visible sur une vaste région de plusieurs milliers de kilomètres de large.

## Caractéristiques

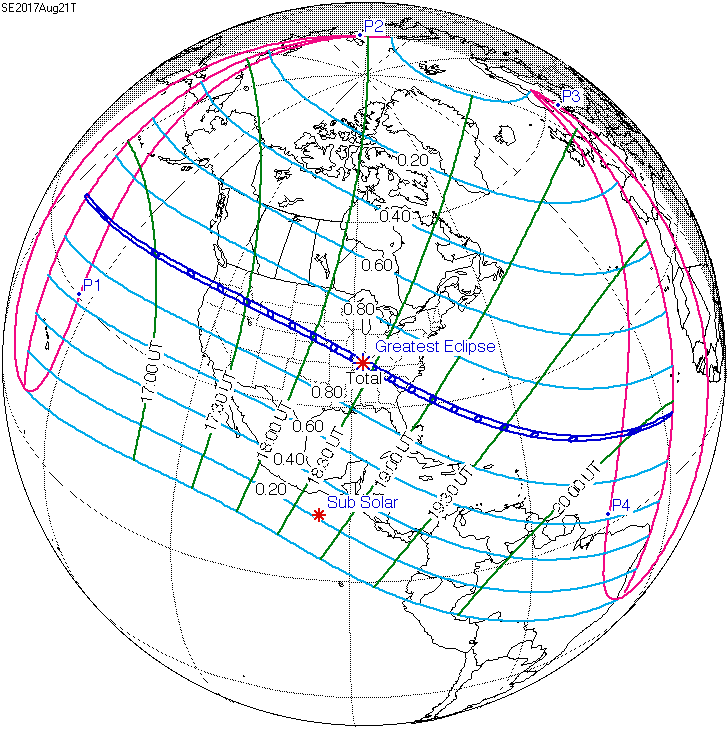
Carte de l'éclipse générale.

Parcours de l’éclipse sur la Terre.

D'une magnitude de 1,0306, l'éclipse est visible depuis une étroite bande de territoire traversant tous les États-Unis en diagonale, du Nord-Ouest au Sud-Est. La plus longue durée de l'éclipse totale est de 2 min 40 s à 36° 58,5′ N, 87° 39,3′ O au nord-ouest de Hopkinsville, Kentucky.
Une éclipse partielle peut être aperçue dans la voie beaucoup plus large de la pénombre de la Lune, comprenant l'Amérique du Nord, l'Amérique centrale, les Caraïbes, le nord de l'Amérique du Sud, l'Europe de l'Ouest, l'Afrique, des îles du Pacifique et l'Asie du Nord.
Cette éclipse fait partie de la série du saros solaire 145, celle qui a également produit l'éclipse solaire du 11 août 1999 qui a traversé l'océan Atlantique nord, l'Europe et l'Asie.

Elle pourrait approcher, en nombre d'observateurs, le record absolu de « l'éclipse eurasienne » d'août 1999 ; ainsi que celle du 22 juillet 2009. 
| Parcours de l’éclipse de 2017 aux États-Unis. | Carte à haute résolution de l’éclipse de 2017 aux États-Unis. Établie grâce à l'application : Eclipse2017/OpenStreetMap |

### L'éclipse en Europe

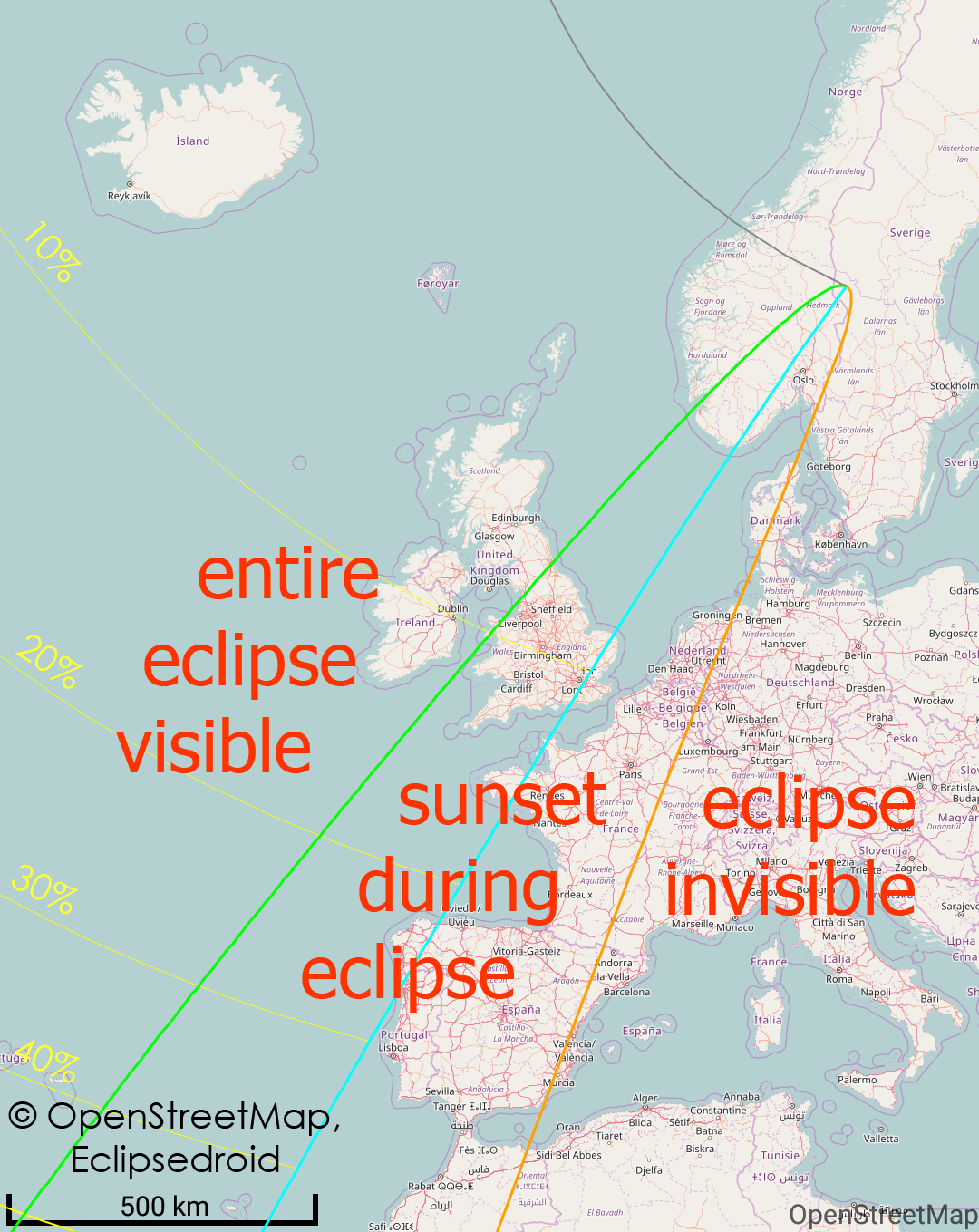
L'éclipse du 21 août 2017 en Europe. Calculé par EclipseDroid avec la réfraction atmosphérique.

L'éclipse est visible partiellement en Europe du Nord-Ouest dans la soirée ou au coucher du soleil. Au Royaume-Uni, en Norvège, aux Pays-Bas, en Belgique, en France, en Espagne et au Portugal l'éclipse est visible.
La couverture partielle du soleil atteint sur l'île de São Miguel des Açores environ 28 % à Madère environ 33 %. Dans Las Palmas environ 40 % peut être obtenue au coucher du soleil. Sur la côte ouest de la péninsule ibérique une couverture entre 13 % et 22 % dans le nord et le sud est atteint au coucher du soleil. Sur la côte atlantique française, la couverture maximale est significativement inférieure à environ 10 %, sur la côte ouest des îles britanniques, y compris. En Allemagne, le début de l'éclipse peut être vu au coucher du soleil avec une légère couverture de moins de un pour cent au coucher du soleil juste à l'extrême nord-ouest du pays et sur Borkum et seulement dans des conditions météorologiques parfaites.

## Autres éclipses aux États-Unis
Cette éclipse est la première éclipse totale visible des États-Unis depuis 1991 (année où une telle éclipse avait été visible pour une partie de Hawaï seulement), la première visible des États-Unis continentaux, depuis 1979. Un article de 1991 dans Discover (magazine) a noté que « l'éclipse solaire totale du 11 juillet 1991 », qui est passée sur Hawaï et une partie importante du Mexique, « [était] la meilleure que l'on sera en mesure de voir des États-Unis continentaux jusqu'en 2017 ». Cette éclipse arrive un saros après celle du 11 août 1999 (totale en France). Comme le saros dure 18 ans, 10 ou 11 jours et 8 heures, c'est 120° plus loin sur le globe que se trouve la zone de totalité par rapport à l'éclipse du 11 août 1999.
La bande de totalité de l'éclipse solaire du 26 février 1979 n'est passée que par les États de Washington, de l'Oregon, de l'Idaho, du Montana et du Dakota du Nord. De nombreux visiteurs s'étaient rendus sur la côte Pacifique pour voir l'éclipse, puisqu'elle allait être la dernière éclipse totale à survenir aux États-Unis en près de quatre décennies,.
Cette éclipse est la première à traverser la totalité des États-Unis, de la côte Pacifique à la côte de l'Atlantique (en ~ 1 h 30 min), depuis 1918.
Le chemin de cette éclipse recoupe le chemin de l'éclipse totale de Soleil du 8 avril 2024, dont l'intersection se trouve dans le sud de l'Illinois à Makanda juste au sud de Carbondale. Une faible superficie, comprenant les villes de Carbondale (Illinois), Cap-Girardeau (Missouri), et Paducah (Kentucky), est donc l'hôte de deux éclipses totales de Soleil en moins de sept ans.

## Galerie

Ombre de l’éclipse sur le continent nord-américain vu depuis le Deep Space Climate Observatory.
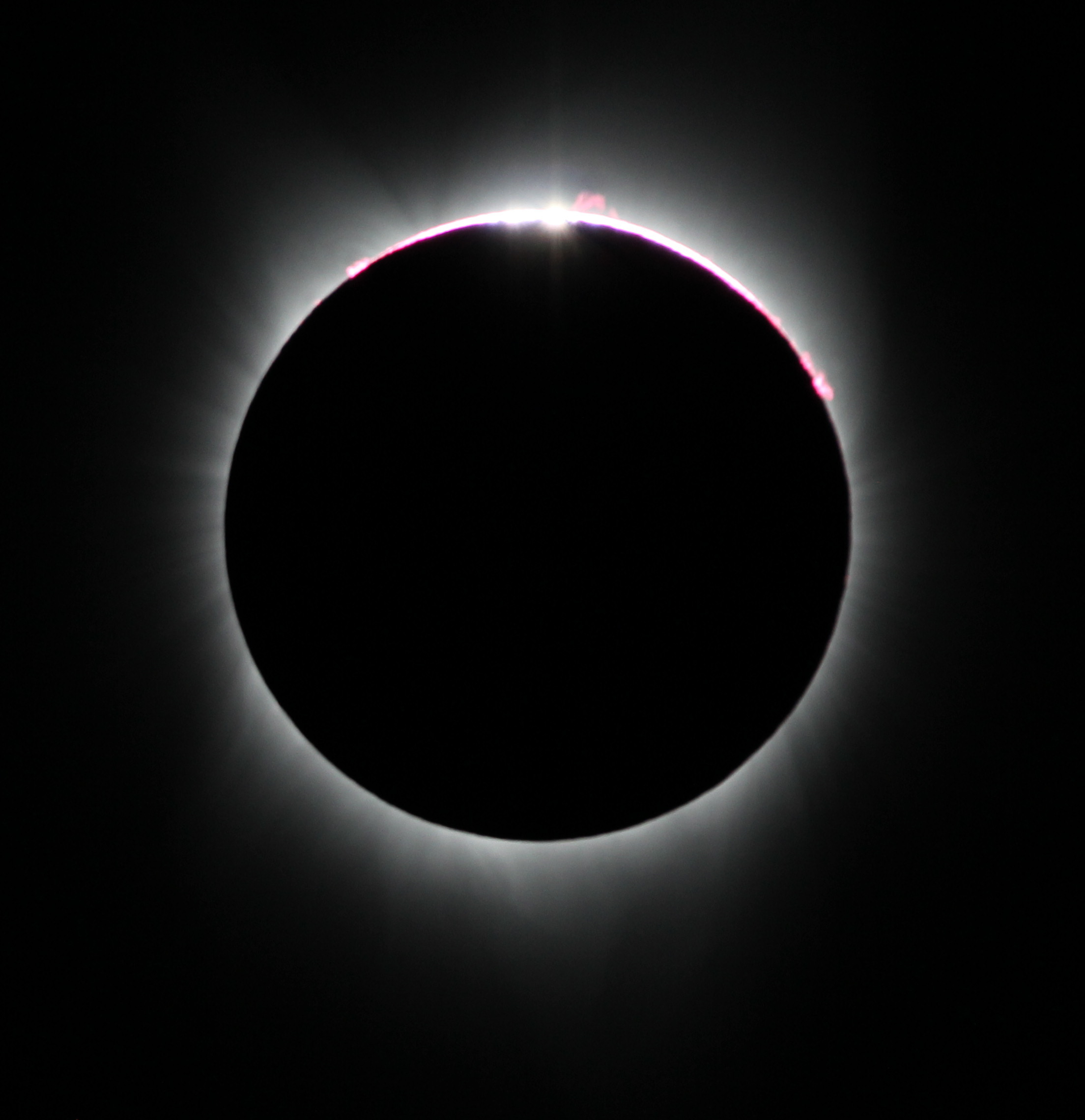
Vue du troisième contact. Photo prise dans le parc national du Grand Teton dans le Wyoming.
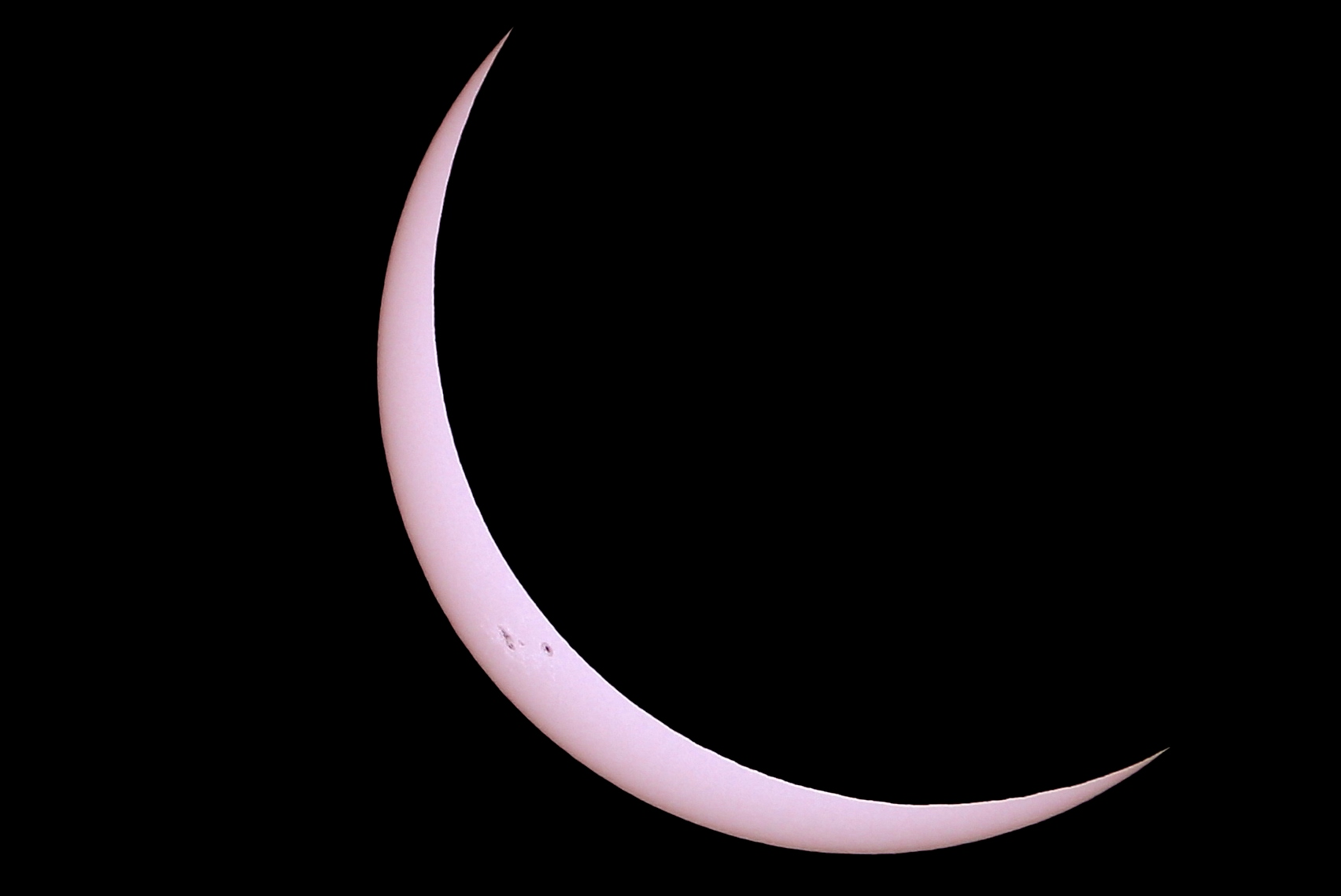
Phase partielle avec taches solaires de l'éclipse vue depuis Shoshoni, dans le Wyoming.
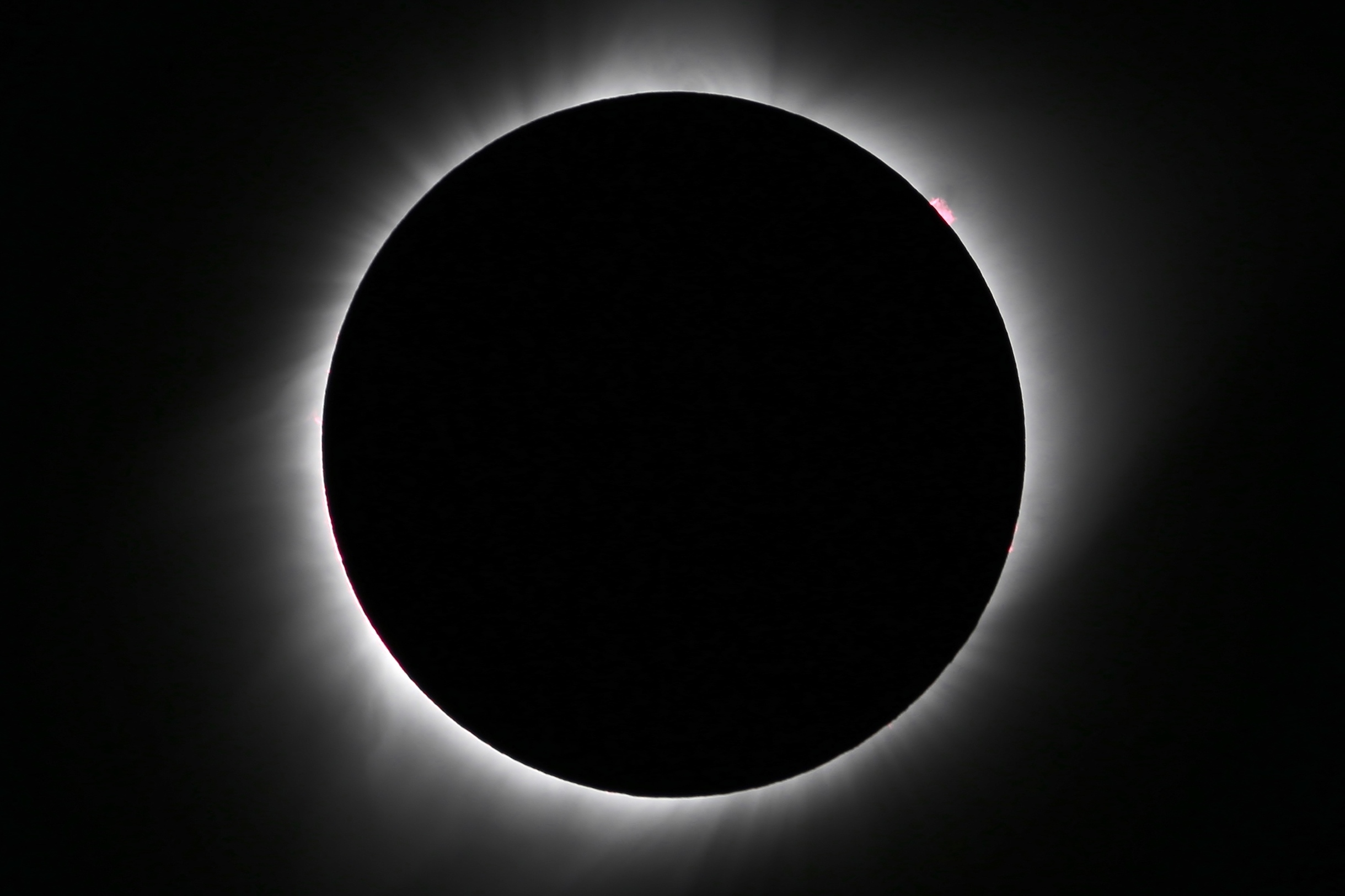
Protubérances lors de l'éclipse totale vue depuis Shoshoni, dans le Wyoming.
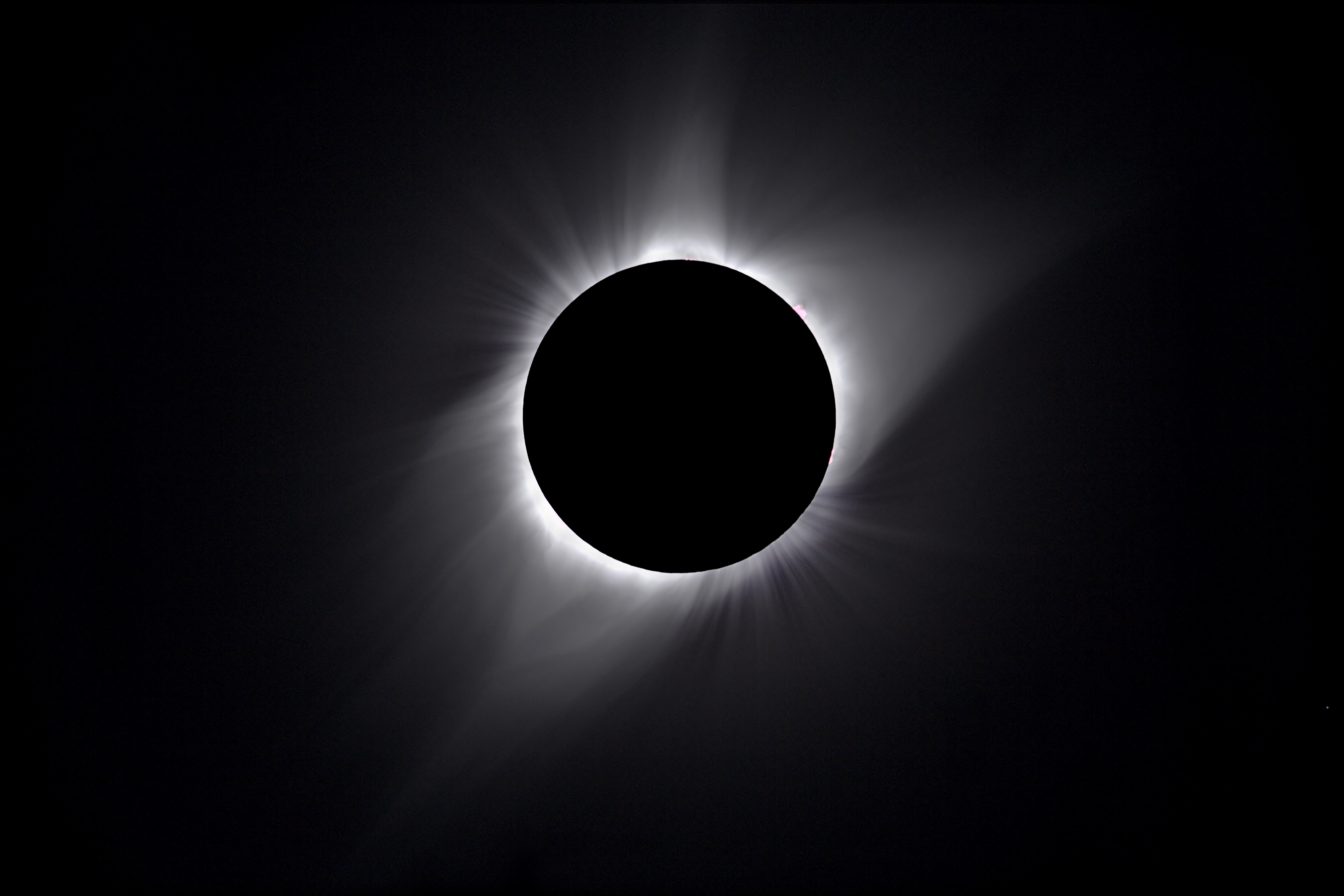
Couronne solaire lors de l'éclipse totale vue depuis Shoshoni, dans le Wyoming.
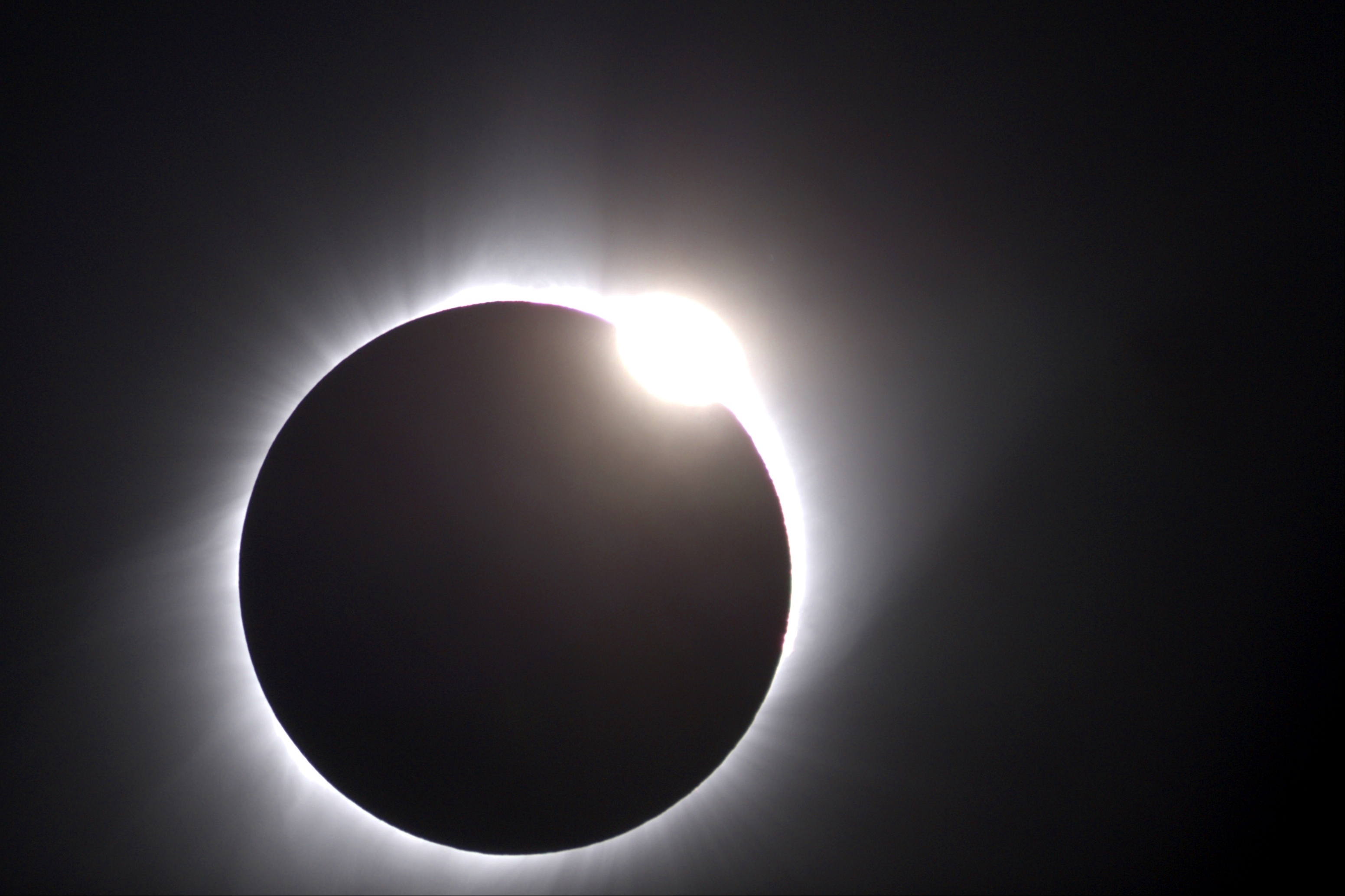
Effet « anneau de diamant » lors de l'éclipse totale vue depuis Shoshoni, dans le Wyoming.
Animation de la phase partielle de l'éclipse vue depuis Shoshoni, dans le Wyoming.
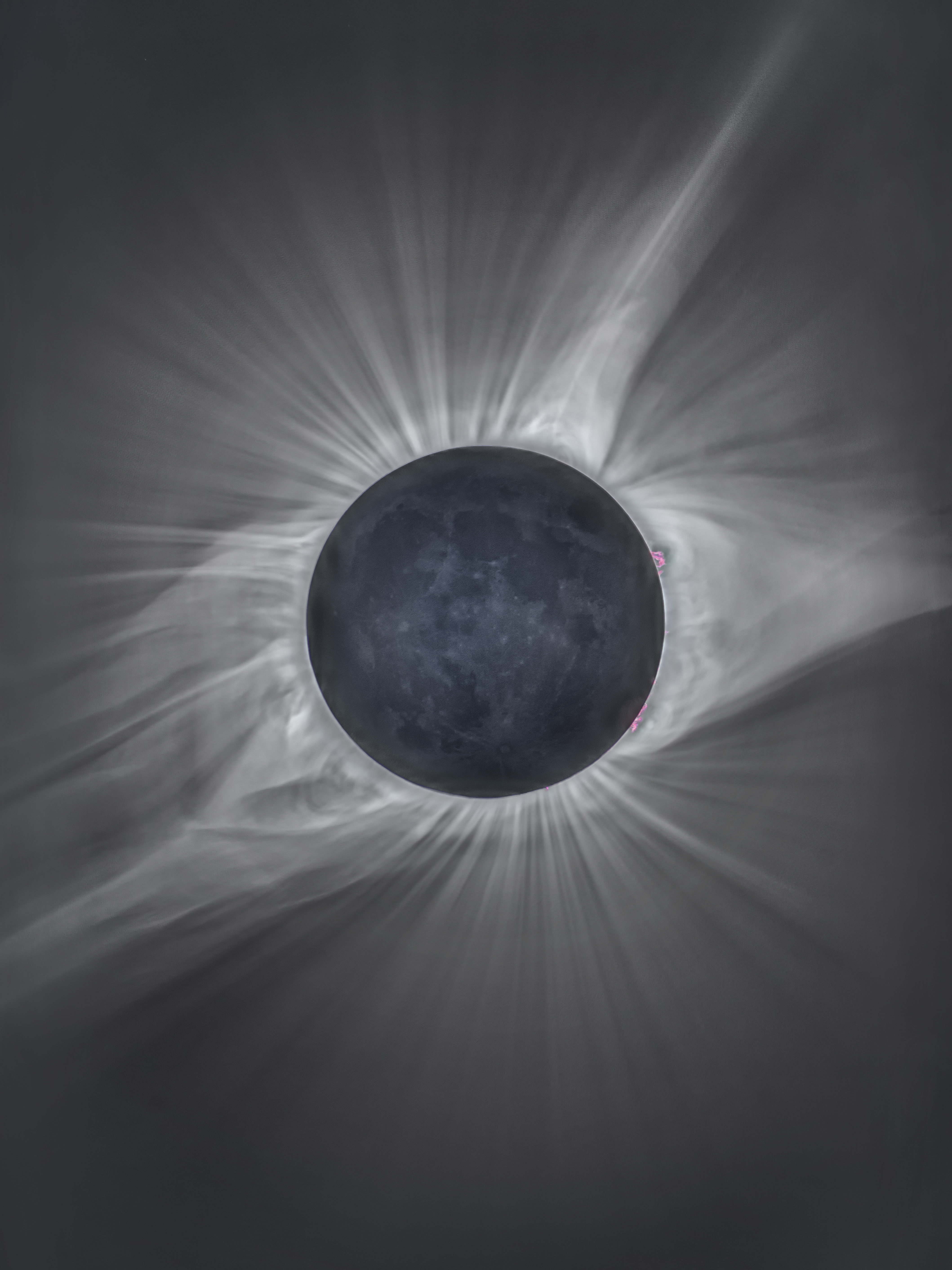
L'éclipse.